# Calolziocorte

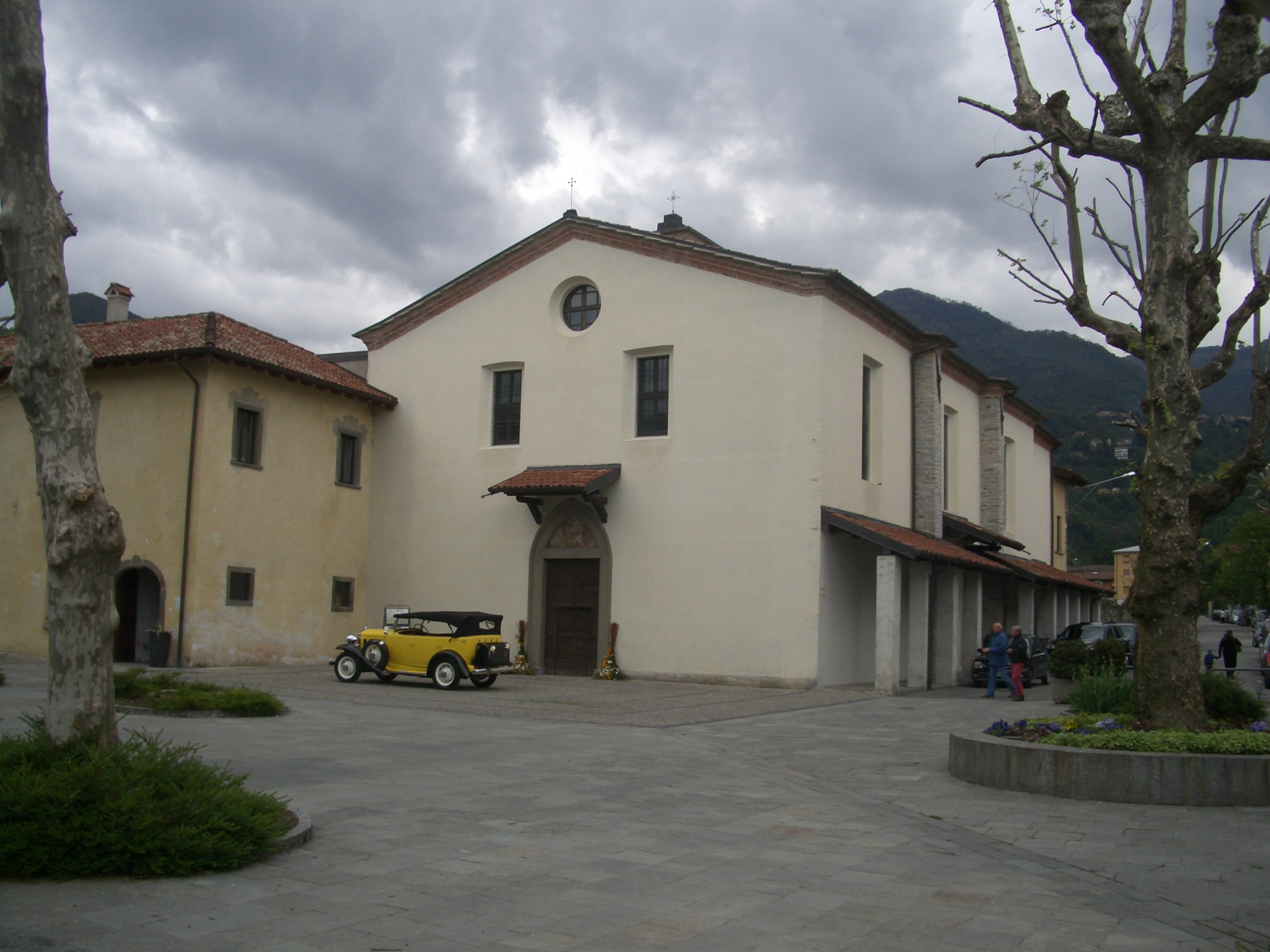
La chiesa di Santa Maria del Lavello

Calolziocorte (Calòls in dialetto bergamasco, Calòlz in dialetto lecchese) è un comune italiano di 13 637 abitanti, della provincia di Lecco in Lombardia, situato nella Valle San Martino. Fino al 1992 era in provincia di Bergamo.

## Geografia fisica

### Clima
La città, pur trovandosi sulle rive del lago, ne risente relativamente dal punto di vista climatico in inverno: difatti, nel periodo da novembre a marzo le temperature scendono costantemente sotto lo zero e spesso anche sotto i -6 gradi, specialmente nei mesi di dicembre e gennaio. Rilevante è la temperatura raggiunta la notte del 6 febbraio 2012 in cui il termometro si è fermato a -12 °C. Temperature simili non si ripetevano dalla lontana nevicata del 1985. La neve è un fenomeno costante e poco intenso. La pioggia è un fenomeno consueto e abbondante. Secondo l'organizzazione meteorologica mondiale Calolziocorte, appartenendo all'area prealpina bergamasca, fa riferimento alla stazione meteorologica di Bergamo Orio al Serio, situata a circa di 24 km in linea d'aria dal centro del paese.
| BERGAMO ORIO AL SERIO (1971-2000) | Mesi | Mesi | Mesi | Mesi | Mesi  | Mesi  | Mesi | Mesi  | Mesi  | Mesi  | Mesi | Mesi | Stagioni | Stagioni | Stagioni | Stagioni | Anno    |
| BERGAMO ORIO AL SERIO (1971-2000) | Gen  | Feb  | Mar  | Apr  | Mag   | Giu   | Lug  | Ago   | Set   | Ott   | Nov  | Dic  | Inv      | Pri      | Est      | Aut      | Anno    |
| --------------------------------- | ---- | ---- | ---- | ---- | ----- | ----- | ---- | ----- | ----- | ----- | ---- | ---- | -------- | -------- | -------- | -------- | ------- |
| T. max. media (°C)                | 6,6  | 8,6  | 13,0 | 16,4 | 21,4  | 25,3  | 28,3 | 27,8  | 23,4  | 17,6  | 11,1 | 7,2  | 7,5      | 16,9     | 27,1     | 17,4     | 17,2    |
| T. min. media (°C)                | −1,1 | 0,1  | 3,3  | 6,3  | 11,0  | 14,5  | 17,3 | 17,3  | 13,8  | 9,0   | 3,4  | −0,3 | −0,4     | 6,9      | 16,4     | 8,7      | 7,9     |
| Precipitazioni (mm)               | 66,1 | 54,0 | 71,5 | 87,4 | 122,5 | 121,2 | 91,9 | 100,3 | 114,3 | 121,5 | 87,5 | 64,4 | 184,5    | 281,4    | 313,4    | 323,3    | 1 102,6 |
| Giorni di pioggia                 | 7    | 5    | 7    | 9    | 11    | 9     | 6    | 7     | 7     | 8     | 7    | 7    | 19       | 27       | 22       | 22       | 90      |
| Umidità relativa media (%)        | 75   | 71   | 67   | 69   | 68    | 68    | 68   | 68    | 70    | 75    | 77   | 78   | 74,7     | 68       | 68       | 74       | 71,2    |

## Storia
Indizi di una probabile frequentazione umana in età preistorica risultano essere i resti di alcune strutture palafitticole rinvenute presso il Lavello, località sita sulla sponda orientale del fiume Adda.
Anche in epoca preistorica, si ritiene probabile che il territorio di Calolzio fosse popolato: appare infatti di un certo rilievo la presenza di un insediamento riferibile all'età del ferro e alla cultura celtica di Golasecca (IX-V secolo a.C.) individuato presso la vicina rocca di Somasca.
Evidenti le vestigia della presenza romana risalenti all'epoca imperiale. Attraversata dalla strada pedemontana che collegava Brescia, Bergamo, Como e che varcava il fiume Adda grazie al ponte di Olginate, riferibile al III secolo d.C., l'insediamento di Calolzio acquisì importanza trovando in questa risorsa viaria la ragione del proprio sviluppo.
La prima testimonianza scritta di una località calolziese, ovvero Corte, risale all'anno 774, quando Rado de Curte compare come testimone in una pergamena bergamasca. Il personaggio sarebbe il più antico abitante di Calolziocorte di cui esista prova documentata.
Il comune di Calolziocorte fu creato nel 1927 dalla fusione dei comuni di Calolzio e di Corte, ma assunse le dimensioni attuali solo nel 1928 quando furono accorpati i comuni di Rossino e di Lorentino.
Nel 1992 il comune è passato dalla provincia di Bergamo alla nuova provincia di Lecco.
Il centro della città è ad un'altitudine di 250 m s.l.m., la stazione ferroviaria a 230 m s.l.m.

### Simboli
Lo stemma e il gonfalone sono stati concessi con D.P.R. del 3 dicembre 2001.
La prima partizione dello scudo riprende il blasone della famiglia Benaglio. Nell'altra metà è raffigurato il castello medievale di Rossino.
Il gonfalone è un drappo partito di giallo e di rosso.

## Monumenti e luoghi d'interesse

### Architetture religiose
- Chiesa di San Martino
- Monastero di Santa Maria del Lavello
- Santuario della Beata Vergine Maria del Buon Consiglio di Casale
- Chiesa del Corpus Domini e San Giuseppe operaio, a Foppenico
- Chiesa di Santa Brigida, a Lorentino
- Chiesa della Sacra Famiglia, a Pascolo
- Chiesa di San Lorenzo, a Rossino
- Chiesa dell'Immacolata concezione di Maria santissima, a Sopracornola
- Chiesa dei Santi Cosma e Damiano, a Sala[14]

#### Chiese minori
- Chiesa della Madonna della Fiducia
- Chiesa della beata Maria vergine di Lourdes
- Chiesa di San Michele, a Foppenico
- Chiesa della beata Maria vergine di Lourdes, a Lorentino
- Chiesa di San Carlo, a Rossino
- Chiesa di San Lorenzo Vecchio, a Rossino
- Chiesa dei morti del Pascolo, a Sala
- Chiesa sussidiaria dei Santi Cosma e Damiano, a Sala[14]

### Architetture civili
- Fabbrica Sali di Bario

### Architetture militari
- Castello di Rossino (XII secolo), appartenuto dapprima ai Benaglio e poi alla famiglia Rota.[15]

### Aree naturali
- Giardino botanico Villa De Ponti[16]

## Società

### Evoluzione demografica
Abitanti censiti

### Etnie e minoranze straniere
Gli stranieri residenti nel comune sono 1 258, ovvero il 9,2% della popolazione. Di seguito sono riportati i gruppi più consistenti:
1. Senegal, 170
2. Costa d'Avorio, 164
3. Albania, 160
4. Marocco, 120
5. Romania, 96
6. Moldavia, 50
7. Burkina Faso, 42
8. Cina, 33
9. Repubblica Dominicana, 33

### Lingue e dialetti
Oltre alla lingua italiana che rimane quella maggiormente utilizzata, a Calolziocorte è parlato il dialetto bergamasco, una variante appartenente al ramo orientale della lingua lombarda, che si è diffuso grazie al legame di lunga data che lega la Valle San Martino a Bergamo. Le parlate locali nella zona occidentale della Valle, risentono della vicinanza a Lecco e di conseguenza il vernacolo locale presenta delle affinità con il dialetto lecchese del quale riprende diverse parole.

## Geografia antropica

### Frazioni
Come riportato nello statuto comunale, il comune è costituito da otto frazioni; ciascuna comprende anche alcune località minori, classificate come "sottonuclei" (indicate tra parentesi):
- Calolzio (Casale, Cornello, Tovo)
- Corte (Carsano, Gerra)
- Foppenico (Lavello, Monastero, Serta)
- Lorentino (Moioli)
- Pascolo (Gallavesa)
- Rossino (Castello, Erola, Gaggio, La Cà, Oneta)
- Sala (Gerola, Portico, Pramerlano)
- Sopracornola (Rigolgrosso)[2].

La frazione Rossino si caratterizza per la presenza di un castello nonché di due chiese e di un museo. Fu capoluogo della Valle San Martino dal IX al XII secolo.

## Economia

### Artigianato
Nel settore dell'artigianato sono molto diffuse e rinomate la produzione artigianale di attrezzi agricoli e la lavorazione del metallo.

## Infrastrutture e trasporti

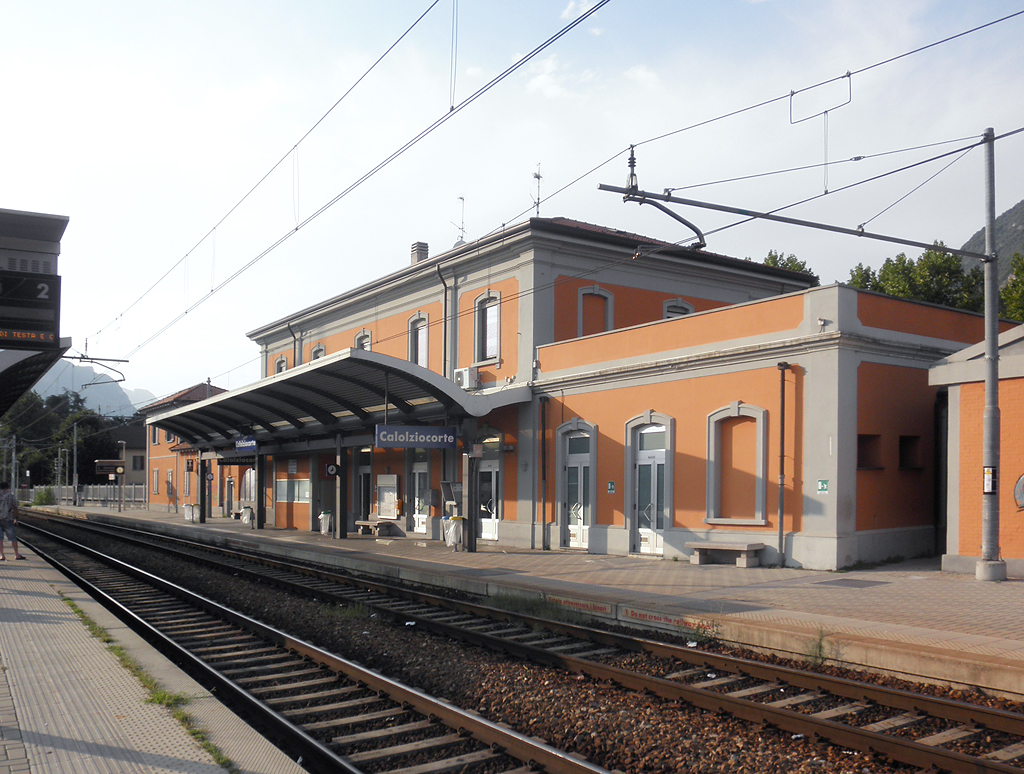
La stazione di Calolziocorte-Olginate

### Ferrovie
Il paese è servito dalla stazione di Calolziocorte-Olginate ubicata alla separazione delle linee ferroviarie Lecco-Brescia e Lecco–Milano.

### Strade
Le strade sono la strada statale 639 dei Laghi di Pusiano e di Garlate e la strada statale 36 del Lago di Como e dello Spluga.

### Pista ciclopedonale
I comuni di Calolziocorte e Olginate sono oggi collegati tra loro anche attraverso un ponte ferroviario dismesso, la cui sorte è stata discussa per svariati anni.
Il ponte ferroviario sull'Adda venne dismesso negli anni novanta a seguito del raddoppio della linea ferroviaria Milano – Lecco, tratta Calolziocorte - Airuno. Negli anni successivi emersero diverse idee e progetti per il recupero del manufatto che collega le due sponde dell'Adda immediatamente a sud del lago di Olginate, sia per un ripristino in chiave veicolare che ciclopedonale. Tuttavia la collocazione del ponte e le sue caratteristiche strutturali suggerirono un recupero a fini ciclopedonali.
Sulle sponde del fiume sono presenti percorsi ciclabili molto frequentati. Dalla località Lavello in Comune di Calolziocorte, proseguendo verso nord lungo la sinistra orografica del fiume Adda, parte il percorso ciclopedonale che raggiunge l'area della diga in comune di Olginate, successivamente un percorso urbano attraversa la frazione Pascolo di Calolziocorte e giunge fino al lungolago di Vercurago.
Nel 2013 è stato aperto il percorso pedonale che prosegue in riva al lago e unisce Vercurago alla pista ciclopedonale che parte da Rivabella di Lecco e arriva al ponte Azzone Visconti.
Sulla sponda opposta del fiume, in Comune di Olginate, esiste un percorso ciclopedonale che procedendo verso sud raggiunge il comune di Paderno d'Adda, mentre verso nord è presente un tratto di pista ciclabile che consente il completamento del percorso, attraverso i comuni di Garlate e Pescate, fino ad arrivare allo stesso ponte Azzone Visconti.
La possibilità di sfruttare il ponte sull'Adda e le porzioni di sedime sui territori di Calolziocorte e di Olginate assicurano quindi il collegamento tra le due sponde e la realizzazione di un percorso che parte da Calolziocorte e tocca Olginate, Garlate, Pescate, Lecco, Rivabella, Vercurago e termina di nuovo a Calolziocorte, per un totale di oltre 20 km.

## Sport

### Calcio
La città si avvale di tre società calcistiche:
- l'A.C. Victoria venne fondata nel 1950 e fa riferimento all'Oratorio di centro Calolziocorte. Milita nel campionato di Terza Categoria di Lecco. Da anni è impegnata nella crescita del settore giovanile. I colori sociali sono il bianco ed il blu.[22]
- l'A.C.D. Calolziocorte venne fondata nel 1921. Milita nel girone B lombardo di Promozione. I colori sociali sono il granata ed il bianco.
- la Polisportiva Foppenico ASD venne fondata nel 1968. Milita nel girone L lombardo di Seconda Categoria. I colori sociali sono il rosso ed il bianco